# Controverse des poussières à Limoilou

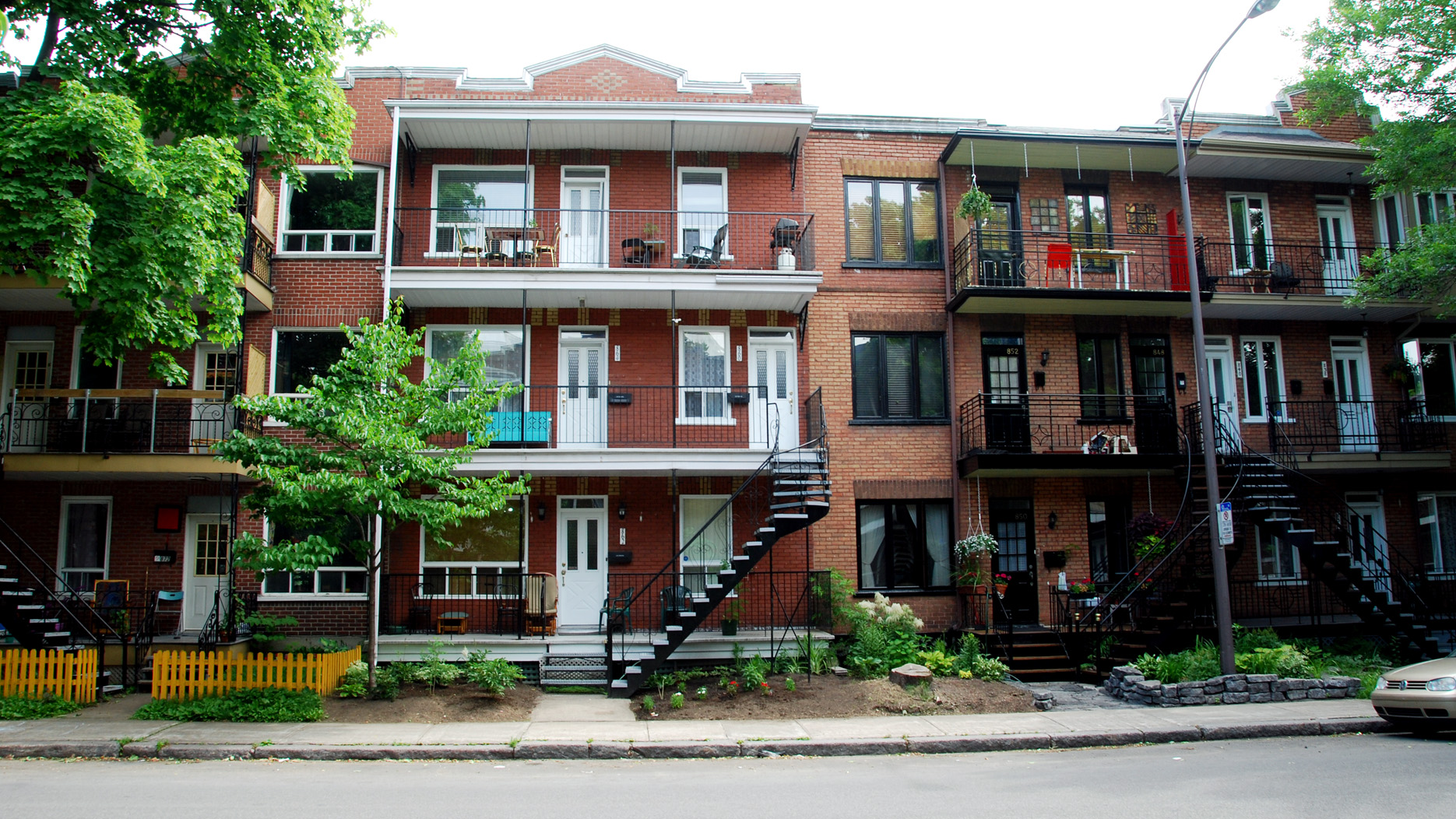
Bloc appartement du Vieux-Limoilou, quartier où la pollution atmosphérique fait l'objet d'une controverse.

La controverse des poussières à Limoilou concerne le port de Québec, la compagnie Arrimage du Saint-Laurent et des citoyens de Québec qui considèrent que la qualité de leur environnement, et éventuellement celle de leur santé, est dégradée les poussières issues du transbordement de minerai qui se fait au port. L'élément déclencheur est l'observation, en octobre 2012, de poussière rouge recouvrant une partie le quartier du Vieux-Limoilou. Arrimage du Saint-Laurent, une compagnie locataire des terrains du port, reconnait sa responsabilité pour cet épisode de poussière. Après avoir documenté d'autres épisodes, des citoyens ont intenté deux recours collectifs contre le port de Québec et Arrimage du Saint-Laurent. En 2016, les deux parties étaient toujours devant la cour.

## Chronologie des événements

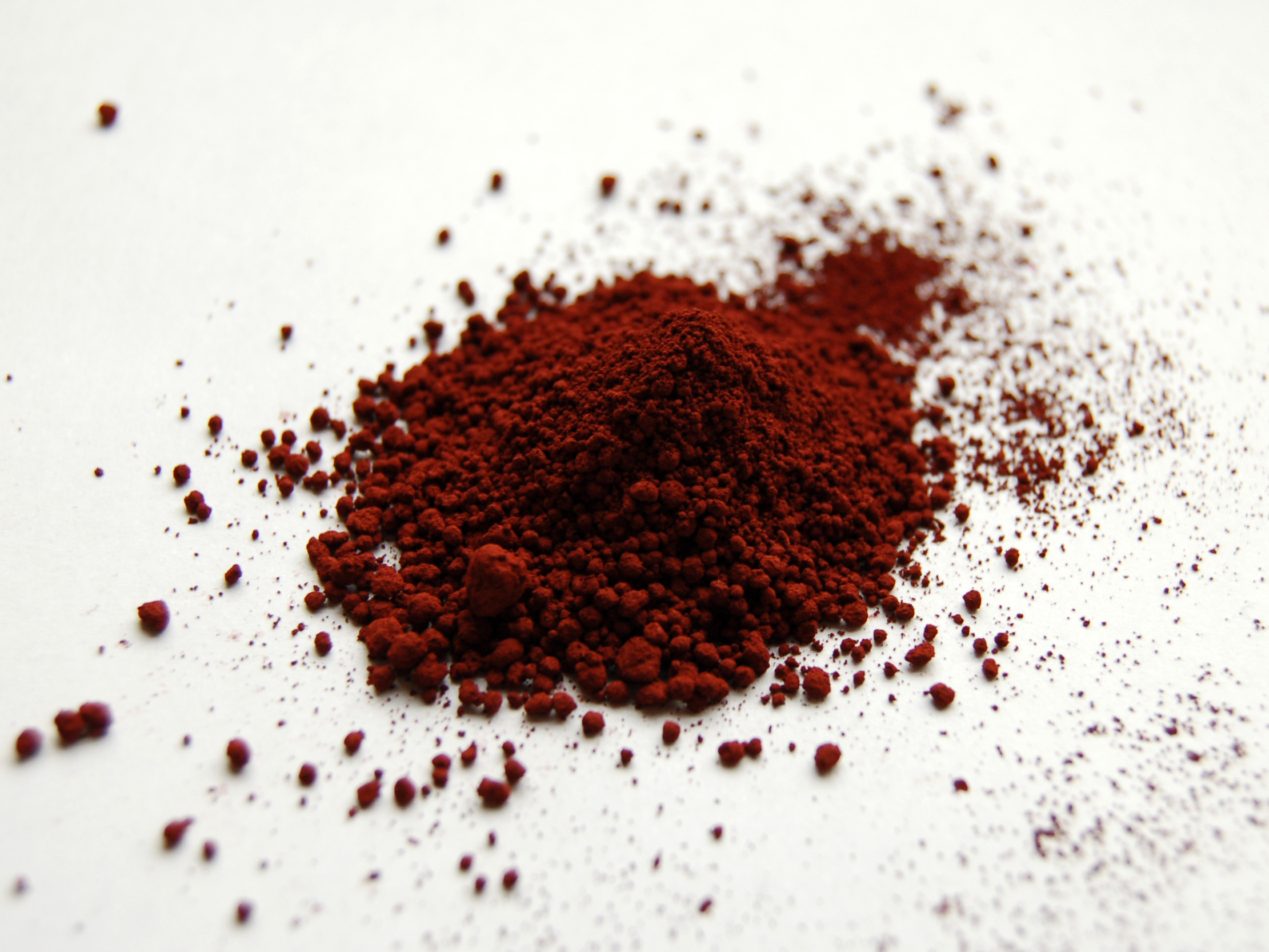
Oxyde de fer, composé à l'origine de la poussière rouge déposée sur le quartier Limoilou.

L'élément déclencheur de cette controverse a été une « tempête de poussière rouge », en octobre 2012, qui a laissé des dépôts de nature incertaine. Des dépôts ont été observés sur des trottoirs, des balcons et des voitures du quartier Limoilou, mais aussi du quartier Saint-Sacrement. Urgence-Environnement, une équipe d'intervention du Ministère du Développement durable, de l’Environnement, de la Faune et des Parcs (MDDEFP, aujourd'hui le MDDELCC) est immédiatement appelé sur les lieux à la suite de l'appel de citoyens. Quelques jours plus tard, Arrimage du Saint-Laurent, une compagnie qui loue des espaces au port de Québec pour le transbordement de marchandises, confirme que la poussière rouge était constituée d'oxyde de fer issu d'un déchargement de minerai de fer dans le secteur de la baie de Beauport. La compagnie affirme qu'il s'agit d'un événement isolé. 
À la suite de cet épisode, le 26 octobre 2012, des citoyens de Limoilou prélèvent des échantillons de poussière pour en faire analyser la composition dans un laboratoire privé. Les résultats montrent que la poussière contient une importante proportion de fer, ainsi que des métaux lourds comme le cuivre, le nickel et le zinc,,. À la suite de ces constats, des citoyens interpellent directement le maire de la Ville de Québec lors d'un conseil municipal. Aussi, les analyses effectuées par le MDDEFP mènent au dépôt d'un avis de non-conformité auprès de la compagnie Arrimage du Saint-Laurent,.
Dans les jours suivants, d'autres citoyens contactent les médias pour leur faire part de leurs observations de nuages de poussière autour du Port de Québec. Ces témoignages suggèrent que les épisodes de poussière ne sont pas isolés, ni dans le temps, ni dans l'espace. En effet, pendant l'été 2012, des résidents de Lévis, de l'autre côté du fleuve Saint-Laurent, observent à plusieurs reprises des nuages de poussière rouge s'élevant du port,. À quelques reprises, des dépôts sont même constatés sur la rive sud de Québec. De même, des résidents de Cap-Blanc sont incommodés par ces poussières et soutiennent que la fréquence des épisodes a augmenté au cours des années précédentes. Dans la foulée des événements, des médias révélaient que, depuis 2003, la Santé publique surveillait les activités du port de Québec en raison d'émissions de poussière dans l'atmosphère.
Pendant le mois de novembre 2012, des citoyens prélèvent de nouveaux échantillons de poussière dans les quartiers Limoilou et Saint-Jean-Baptiste et les font analyser. Encore une fois, les résultats montrent la présence de métaux lourds en concentrations importantes, dépassant parfois largement les normes environnementales provinciales et fédérales,,. Selon les citoyens ayant récolté les échantillons, il s'agit là d'une preuve que des poussières métalliques issues des activités du port de Québec sont régulièrement envoyées dans l'air des quartiers avoisinants,. 
Peu après, la compagnie Arrimage du Saint-Laurent, qui a confirmé sa responsabilité au sujet de l'épisode de poussière rouge du mois d'octobre 2012, soutenait que si cette poussière peut effectivement causer des désagréments aux citoyens de Québec, elle ne représente pas un risque pour la santé de ces derniers,,. Ces conclusions découlent de l'analyse des échantillons obtenus par le ministère de l'Environnement, dont les résultats contrastent avec ceux obtenus par les citoyens. En effet, les concentrations de métaux lourds y sont bien moindres, et en deçà des normes environnementales. 
En décembre 2012, un site web visant à colliger les observations des citoyens concernant les activités du Port de Québec est créé.
En janvier 2013, dans son bilan annuel, le port de Québec reconnait que l'épisode de poussière du 26 octobre était un événement regrettable qui ne doit pas se reproduire, tout en soulignant son caractère isolé. En réponse au bilan, le MDDEFP sollicite par communiqué de presse la collaboration du port pour mener son enquête. En effet, le port ne facilite pas le travail des inspecteurs en se montrant réticent à collaborer avec le ministère. À ce moment, l'Administration portuaire de Québec contestait l'applicabilité des lois environnementales québécoises devant les tribunaux.

### Une demande de recours collectif est déposée
Le 14 janvier 2013, une demande d'autorisation pour intenter un recours collectif est déposée par une citoyenne de Limoilou. Ce recours vise le dédommagement financier de tous les citoyens ayant été affectés par l'épisode de poussière du 26 octobre 2012. Il vise aussi à obliger le port de Québec à modifier ses installations pour éviter toute émission de poussière hors de ses terrains.
En mars 2013, une nouvelle plainte est déposée par des citoyens de Limoilou à l'endroit du port de Québec à la suite d'un autre épisode de poussières. 

### Les analyses du ministère de l'Environnement corroborent ceux des citoyens
Quelques jours plus tard, des résultats d'analyses menées par le ministère de l'Environnement (MDDEP) sont dévoilés. Il s'agit de mesures de la concentration de différents métaux dans l'air de Limoilou, prises entre 2000 et 2012. Ces résultats montrent que, pour la majorité des années, la moyenne dépasse les normes environnementales quant à la concentration de nickel. De 2010 à 2012, la concentration de ce métal était en moyenne 5,7 plus élevée que la norme.

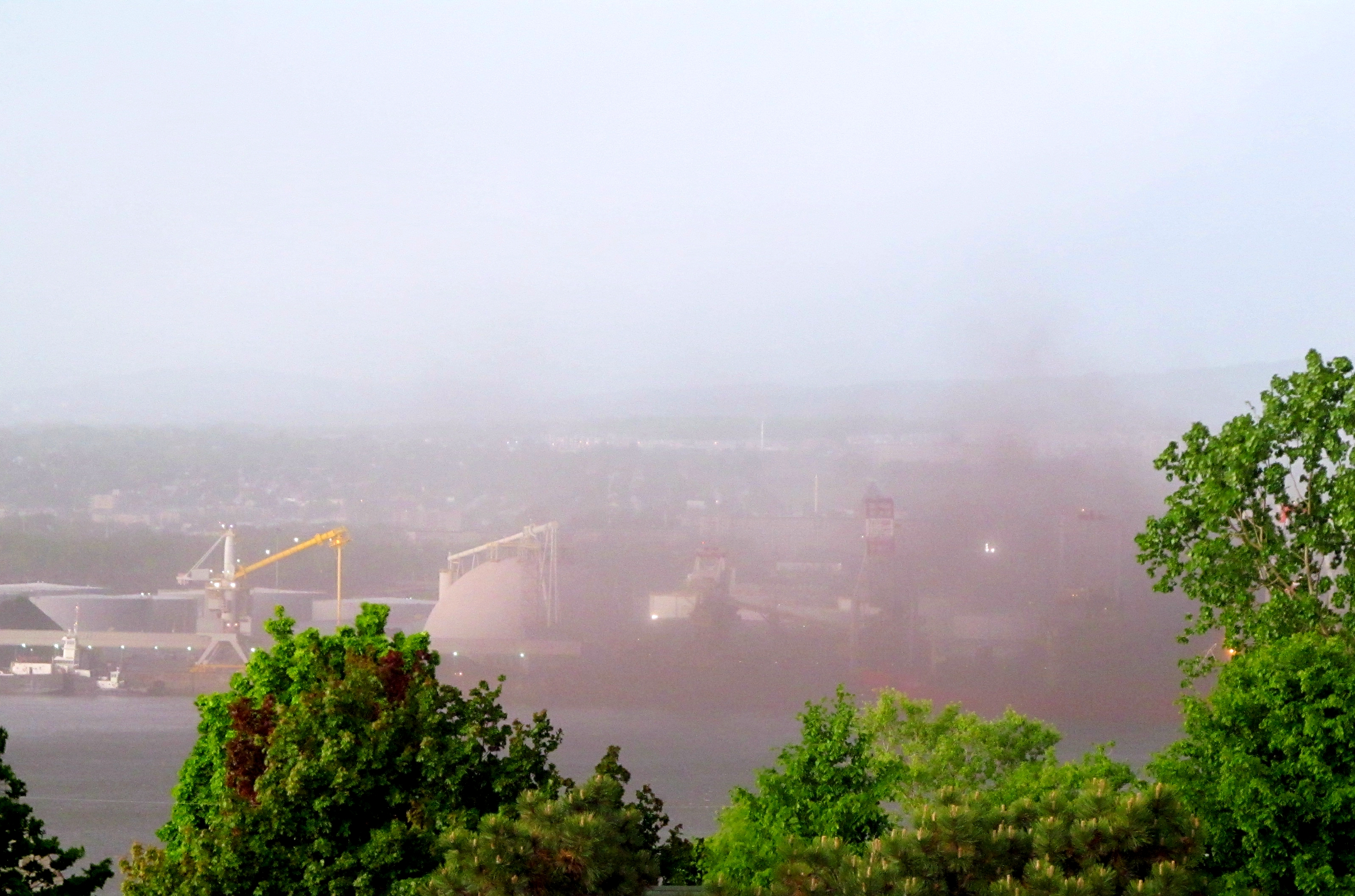
Poussière au-dessus des installations de transbordement du Port de Québec. Observation du 31 mai 2013.

En avril 2013, le ministère de l'Environnement dévoile les résultats d'analyses de poussières échantillonnées à Limoilou,. Le ministère conclut que la source de nickel est le Port de Québec, et émet un avis de non-conformité envers la compagnie Arrimage du Saint-Laurent, qui effectue des transbordement de nickel sur les terrains du Port. À la suite de ces événements, Arrimage du Saint-Laurent, qui se dit toujours douter de sa responsabilité dans la pollution atmosphérique à Limoilou, présente un plan d'action visant à réduire ses émissions de poussières.
Le 16 juin 2013, un nouvel épisode de poussières est signalé à Limoilou. La compagnie Arrimage du Saint-Laurent indique que les canons à eau qui doivent servir à capter les poussières issues des transbordements ne sont pas en fonction. Le 25 juin, des citoyens signalent de nouveau l'émission de poussières originant du Port. Une plainte est déposée, et un inspecteur d'Urgence-Environnement est dépêché sur les lieux. Toutefois, l'inspecteur ne peut avoir accès au site. Le ministère de l'Environnement a subséquemment envoyé une mise en demeure à Arrimage du Saint-Laurent. 
En août 2013, un nouveau rapport est mis en ligne par des citoyens de Limoilou, comportant de nouvelles analyses d'échantillons de poussières et d'air. Les résultats montrent que la poussière récoltée sur des surfaces extérieures à Limoilou contient toujours des concentrations de nickel qui dépassent les normes de santé publique. Le rapport présente aussi des analyses d'échantillons atmosphériques recueillis par le ministère de l'Environnement en différents endroits de la ville de Québec. Du nickel est présent en concentrations importantes jusqu'à plus de 5 km du Port.

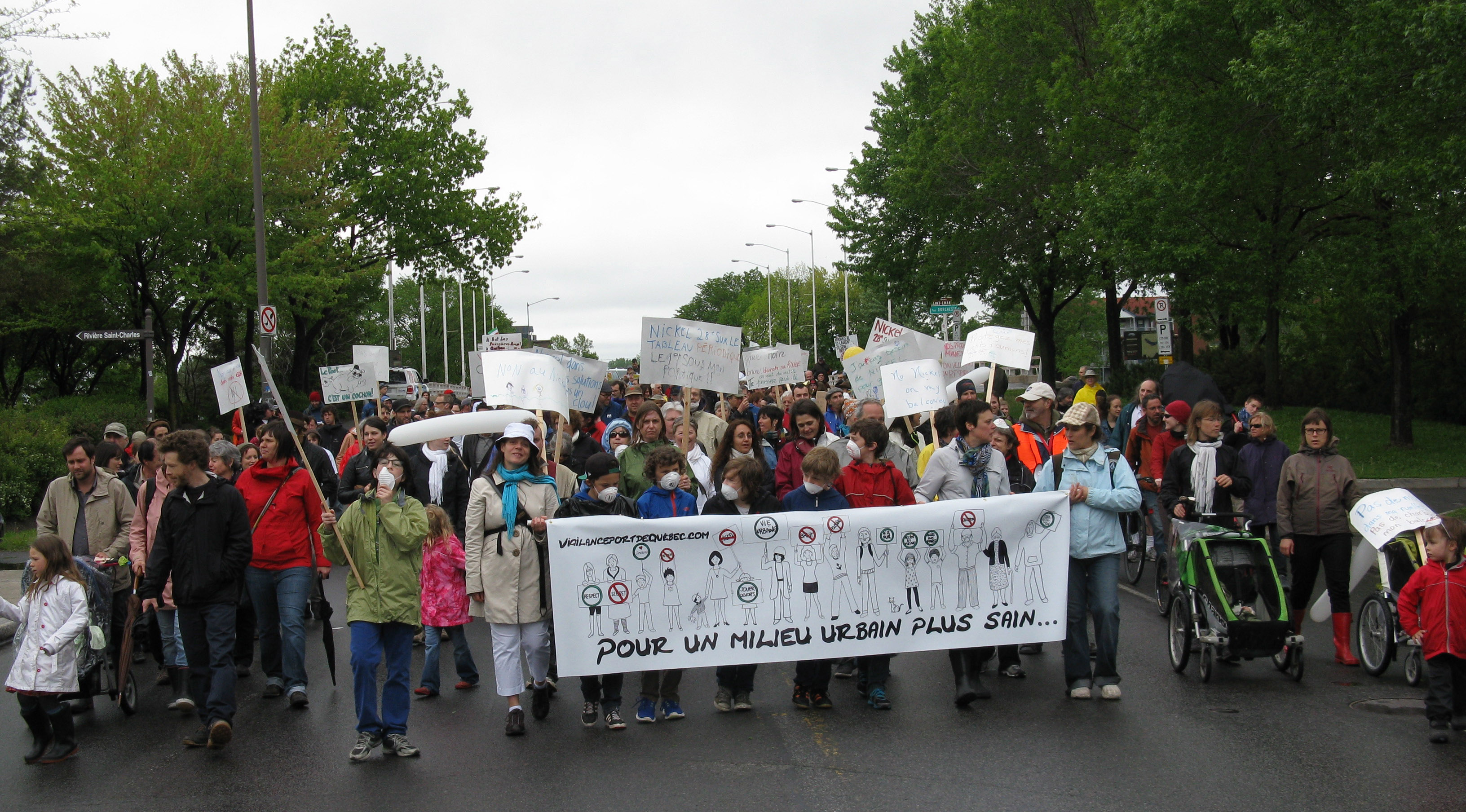
Manifestation citoyenne à Québec en 2013 pour revendiquer le droit à un environnement sain.

À la lumière des résultats du récent rapport, une demande est faite en cour pour que la requête de recours collectif déposée en janvier 2013 soit élargie. Initialement, le recours portait uniquement sur l'épisode de poussières du 26 octobre 2012. L’amendement demandé par les citoyens étendrait la portée du recours à l'ensemble des épisodes de poussières désormais documentés. La cour rejette toutefois la requête.
En décembre 2013, à la suite de la publication d'une étude portant sur les effets de la poussière de nickel sur la santé humaine, le ministère de l'Environnement resserre la norme sur la concentration atmosphérique de ce métal. Il s'agit ici d'une modification aux normes québécoises de qualité de l'environnement, pas une modification des normes canadiennes. Or, le Port de Québec, comme tous les ports au Canada, se trouve sur un territoire du juridiction fédérale. Dans la foulée des événements, Arrimage du Saint-Laurent dépose une requête à la Cour supérieure visant à la soustraire des normes québécoises de l'environnement.

### Nouvel épisode de poussières rouges
En janvier 2014, des citoyens de Limoilou signalent un nouvel épisodes de poussières rouges. À la suite de ces allégations, le ministère de l'Environnement procède à un échantillonnage dans Limoilou, le Port de Québec lance une enquête interne et Arrimage du Saint-Laurent se dégage de toute responsabilité. Peu après, à la suite de la vérification des données issues des capteurs sur son terrain, le Port de Québec admet avoir détecté, quelques jours avant le signalement par les citoyens de Limoilou, des concentrations de particules fines plus élevées qu'à l'habitude, mais légèrement en dessous des normes provinciales.
Le Ier mai 2014, le quotidien Le Soleil diffuse des données du ministère de l'Environnement concernant la concentration atmosphérique de Nickel dans Limoilou et Vanier, deux quartiers de la ville de Québec. Les résultats montrent qu'à Vanier, entre mars 2011 et décembre 2013, les concentrations se sont maintenues sous la norme provinciale. Toutefois, à Limoilou, les concentrations ont constamment dépassé la norme, malgré une tendance à la baisse depuis l'automne 2011. 

### La demande de recours collectif est acceptée
Toujours au mois de mai 2014, la Cour supérieure du Québec entend la requête de recours collectif déposée par des citoyens de Limoilou contre le Port de Québec et son locataire, la compagnie Arrimage du Saint-Laurent. Dans la forme présentée, ce recours atteindrait 150 millions de dollars, soit 50 000 réclamations de 3 000 $. La requête est acceptée le 23 octobre 2014. 
En janvier 2015, des citoyens de Limoilou obtiennent des copies de rapports publiés dans les années 1980 portant sur les répercussions environnementales d'une éventuelle extension du Port de Québec. Dans l'un de ces rapports, rédigé par la firme Pluram et publié en 1981, on peut lire que «la manutention de vrac solide à l'air libre sur les battures de Beauport est une source de pollution de l'air et de l'eau». Dans ce même rapport, l'«empoussiérage» du quartier Limoilou dû aux activités portuaires est déjà identifié comme problématique. Dans un deuxième rapport, rédigé par la firme de génie-conseil Roche (aujourd'hui Norda Stelo) et publié en 1983, on peut lire que des stations d'échantillonnage de l'air disposées autour des terrains du port présentaient des dépassements de la norme de concentration des particules en suspension. Pour les citoyens de Limoilou engagés dans le mouvement pour exiger l'arrêt de la pollution de leur milieu par le port, ces documents montrent que le problème des poussières dans l'air n'est pas un problème récent ou une situation exceptionnelle, et que l'administration portuaire était au courant.
Le 17 janvier 2015, les médias rapportent qu'Arrimage du Saint-Laurent et le Port de Québec ont reçu des constats d'infractions pour avoir entravé le travail d'inspecteurs du ministère de l'Environnement. 
Toujours en janvier, le ministère de l'Environnement met en ligne un graphique montrant la fréquence de dépassement de la norme de concentration atmosphérique de nickel à Limoilou entre janvier et novembre 2014. On y constate que cette norme est dépassée en moyenne une journée par semaine.

### Victoire du recours collectif
Le 5 février 2019, la Cour supérieure du Québec a rendu un jugement permettant l'indemnisation pour les dommages liés à la poussière rouge (poussière de nickel dans l'air) du 26 octobre 2012 dans les secteurs de Limoilou, Duberger-Les Saules, Neufchâtel, Vanier et pour une partie du quartier Saint-Roch, à Québec.  La période pour réclamer une indemnisation, allant de 100 à 200 $ selon le secteur, a débuté en novembre 2019 et se termine le 7 décembre 2019.  Les personnes ayant droit doivent avoir habité sur une des rues déterminées en date du 26 octobre 2012.

### Un deuxième recours collectif contre Arrimage du Saint-Laurent
En août 2015, un second recours collectif contre Arrimage du Saint-Laurent est autorisé par la Cour. Ce recours est plus large que le premier. En effet, il couvre les dommages causés par tous les épisodes de poussières à Limoilou depuis 2010.
Le 8 septembre 2016, la Cour supérieure du Québec rend sa décision concernant l'applicabilité des normes provinciales sur le terrain du port de Québec. Le verdict stipule que seules les normes fédérales s'appliquent sur le territoire du port du Québec, et non les normes provinciales,.
En septembre 2017, un rapport d'experts commandé par le Port de Québec et Arrimage Québec critique des éléments du recours collectif intenté par Véronique Lalande et Louis Duchesne. Les auteurs remettent en question la méthode par laquelle les poussières ont été échantillonnées par les citoyens de Limoilou et conclut que les activités de transbordement de minerais au Port sont une source marginale de pollution dans les quartiers centraux de Québec.